# Santa María Yaxché (Mérida)
Santa María Yaxché es una subcomisaría del municipio de Mérida en el estado de Yucatán localizado en el sureste de México.

## Toponimia
El nombre (Santa María Yaxché) hace referencia a María de Nazaret y yaxché que en idioma maya significa árbol de ceiba (Ceiba pentandra).

## Localización
Santa María Yaxché se encuentra se encuentra localizada a 17 kilómetros al norte del centro de la ciudad de Mérida, al oriente de la autopista que conduce de Mérida al puerto de Progreso.

## Infraestructura
Entre la infraestructura con la que cuenta:
- Una escuela primaria.
- Una cancha deportiva
- Un parque.

## Datos históricos
- El 2 de febrero de 1932 por decreto #432 pasa del municipio de Conkal al de Mérida.

## Demografía
Según el censo de 2005 realizado por el INEGI, la población de la localidad era de 50 habitantes, de los cuales 20 eran hombres y 30 eran mujeres.
| 29                          | 34 | 37 | 37 | 50 |
| (Fuente: INEGI [Consultar]) |    |    |    |    |

## Galería

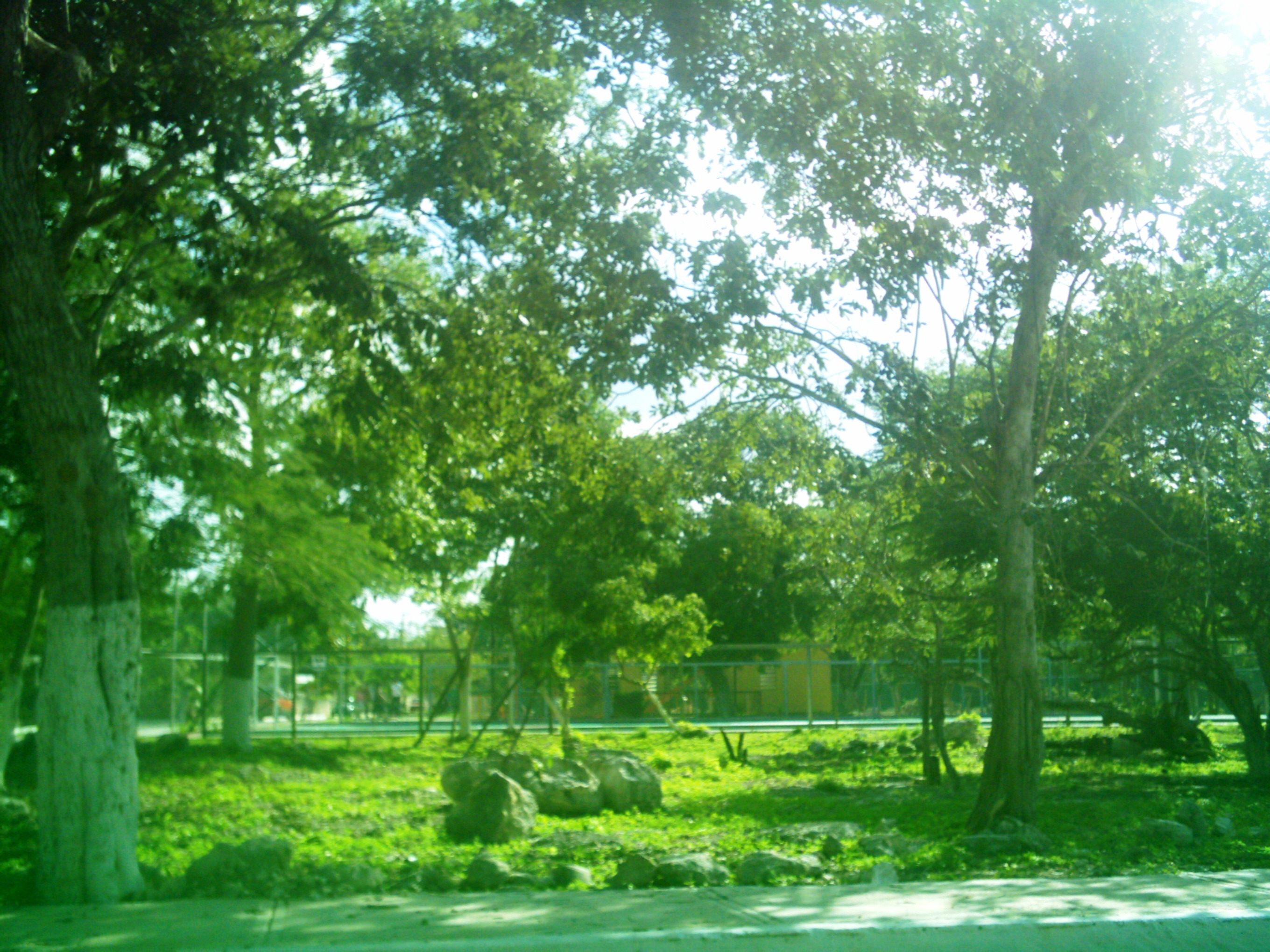
Parque principal de Santa María Yaxché.
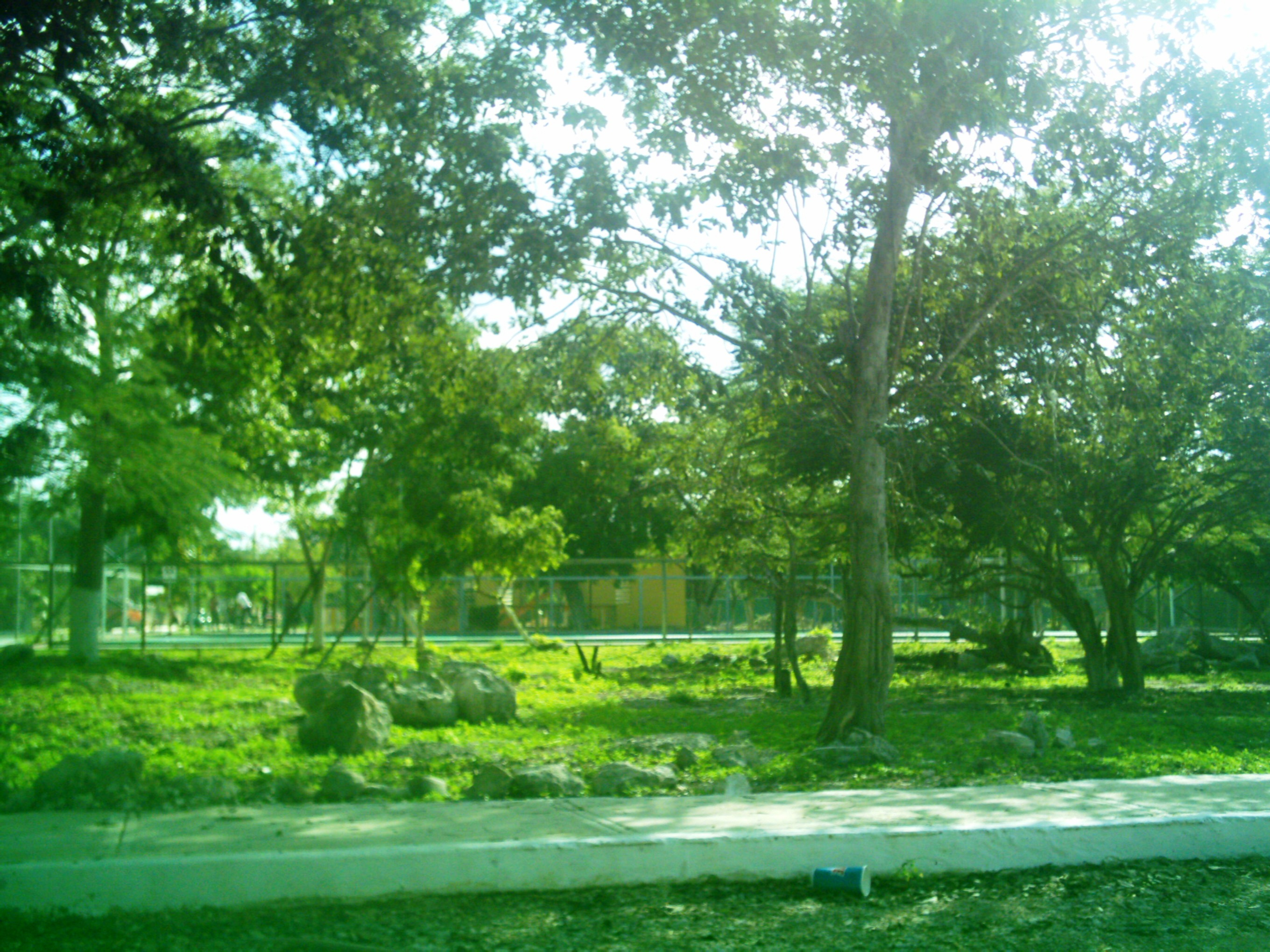
Parque principal de Santa María Yaxché.
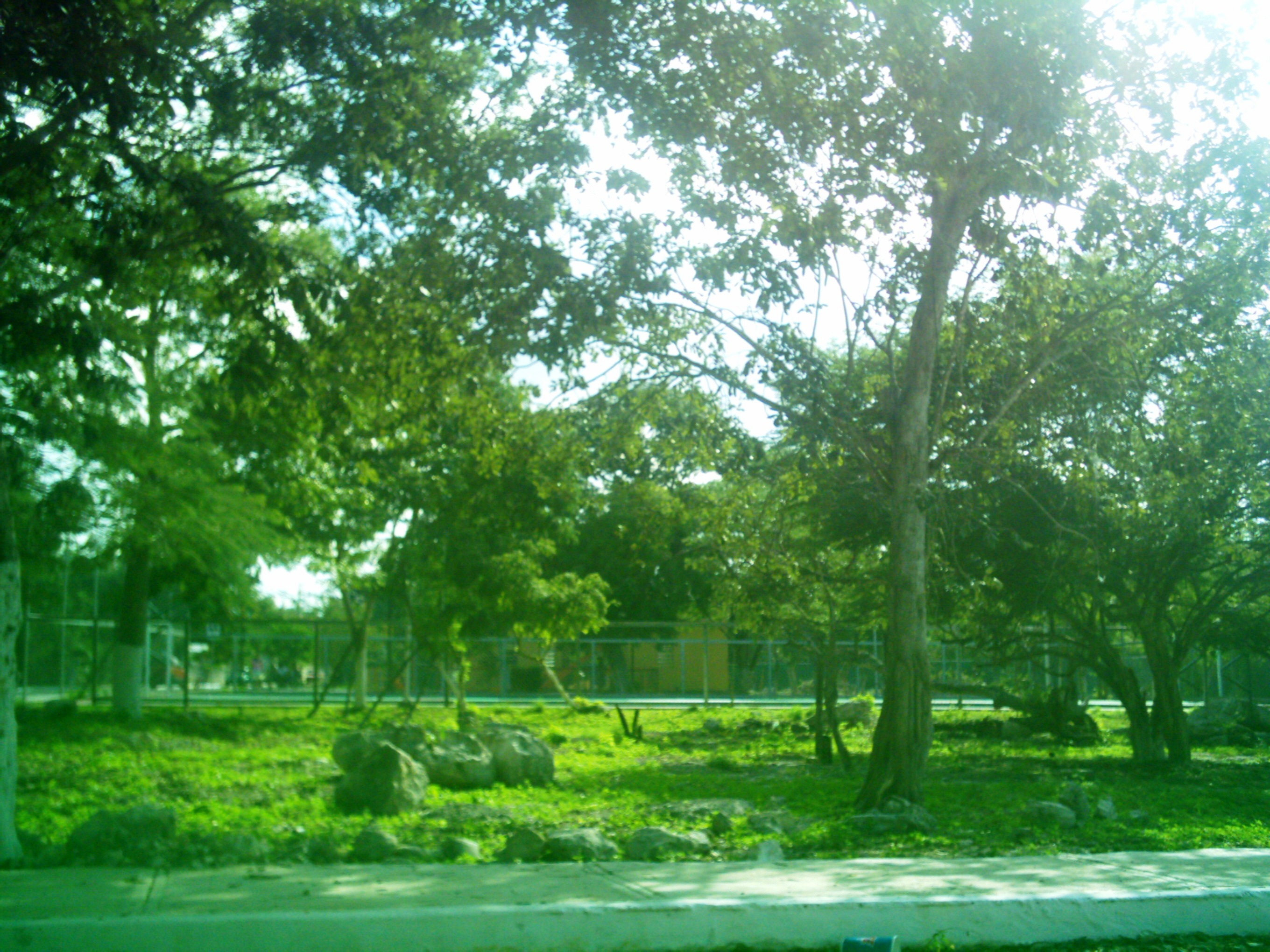
Parque principal de Santa María Yaxché.